# Santa Cristina d’Aspromonte
Santa Cristina d’Aspromonte község (comune) Calabria régiójában, Reggio Calabria megyében.

## Fekvése
A megye központi részén fekszik. Határai: Careri, Cosoleto, Oppido Mamertina, Platì, San Luca és Scido.

## Története
A település első említése a 10. századból származik. Korabeli épületeinek nagy része az 1783-as calabriai földrengésben elpusztult. A 19. században nyerte el önállóságát, amikor a Nápolyi Királyságban felszámolták a feudalizmust.

## Népessége
A népesség számak alakulása:

## Főbb látnivalói
- San Nicola di Mira-templom
- San Fantino-templom
- Madonna dell’Assunta-templom